# Live 1969
Live 1969 è un album dal vivo del duo folk rock statunitense Simon & Garfunkel, pubblicato nel 2008.
Le registrazioni sono state effettuate nel periodo ottobre-novembre 1969.

## Tracce
Tutte le tracce sono state scritte da Paul Simon, tranne dove indicato.
1. Homeward Bound – 3:04
2. At the Zoo – 2:07
3. 59th Street Bridge Song (Feelin' Groovy) – 1:56
4. Song for the Asking – 2:26
5. For Emily, Whenever I May Find Her – 2:37
6. Scarborough Fair/Canticle (Paul Simon, Art Garfunkel) – 3:56
7. Mrs. Robinson – 4:44
8. The Boxer – 4:46
9. Why Don't You Write Me – 2:56
10. So Long, Frank Lloyd Wright – 3:55
11. That Silver-Haired Daddy of Mine (Jimmy Long, Gene Autry) – 3:11
12. Bridge over Troubled Water – 5:25
13. The Sound of Silence – 3:52
14. I Am a Rock – 3:36
15. Old Friends/Bookends Theme – 3:22
16. Leaves That Are Green – 3:23
17. Kathy's Song – 3:53

## Formazione
- Paul Simon: chitarra, voce
- Art Garfunkel: voce
- Fred Carter Jr.: chitarra
- Larry Knechtel: tastiere
- Joe Osborn: basso
- Hal Blaine: batteria